# Polittico Griffoni

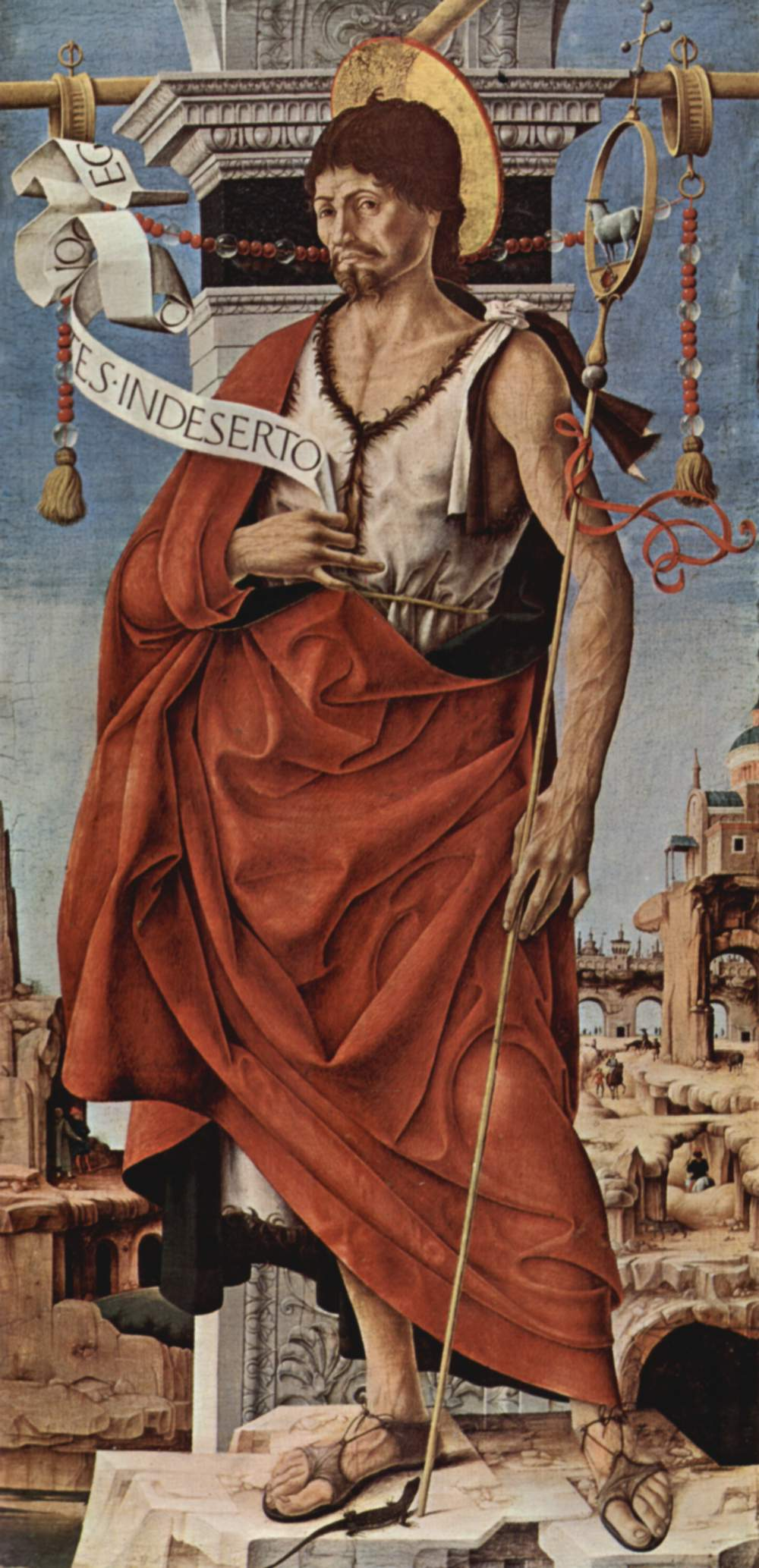
Francesco del Cossa, San Giovanni Battista

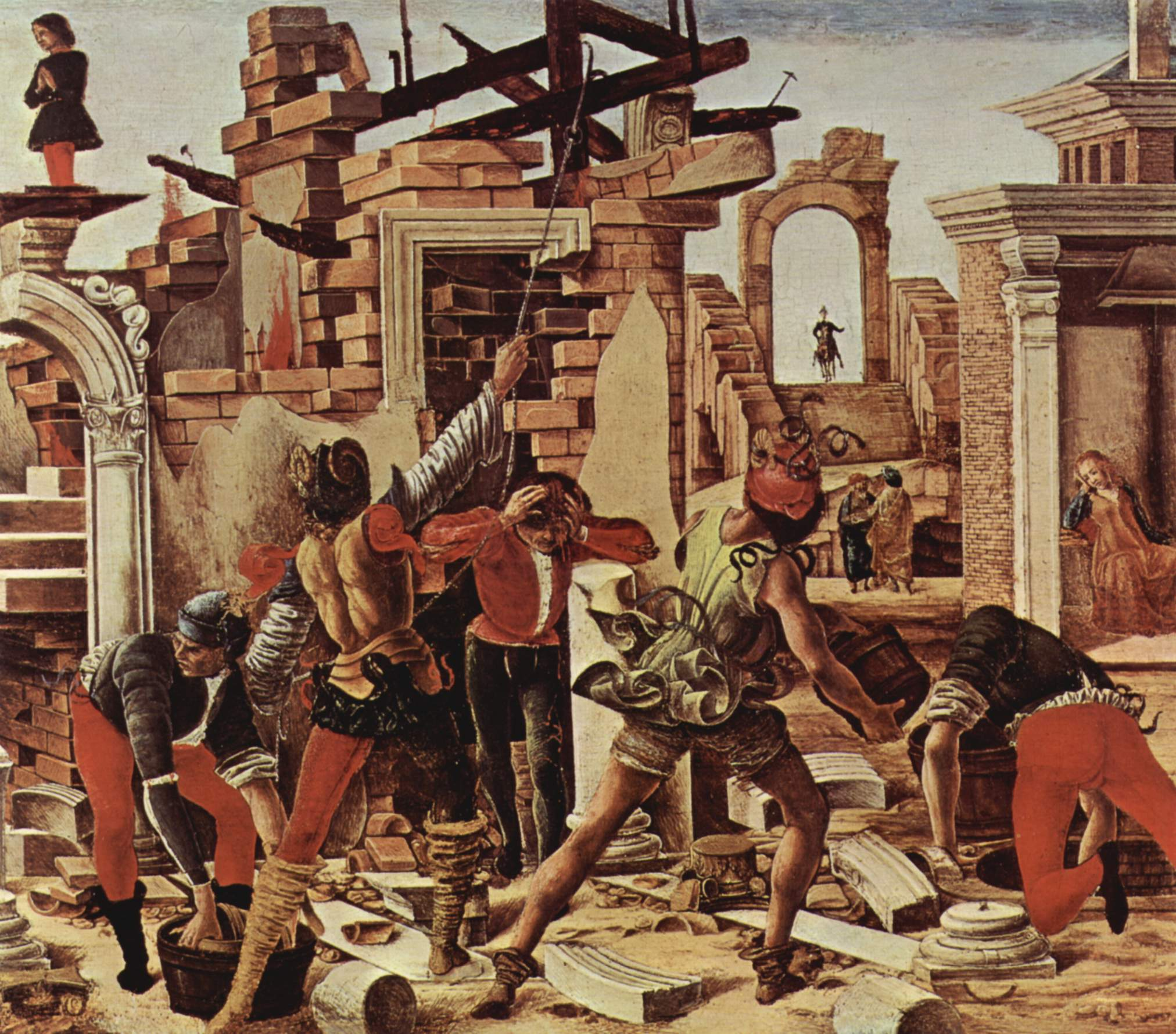
Ercole de' Roberti, San Vincenzo Ferrer spegne un incendio e salva un bambino (dettaglio della predella)

Il Polittico Griffoni è un dipinto a tempera su tavola di Francesco del Cossa ed Ercole de' Roberti, databile al 1472-1473 circa e oggi smembrato in più musei.

## Storia
Francesco del Cossa si trovava da poco a Bologna quando ricevette dalla famiglia Griffoni, con cui era stato già in contatto durante un suo precedente soggiorno negli anni sessanta del Quattrocento, la commissione di una pala d'altare per la propria cappella nella basilica di San Petronio. Il committente fu Floriano Griffoni e l'opera venne realizzata con la collaborazione di un altro maestro ferrarese, il più giovane e molto promettente Ercole de' Roberti che aveva seguito Del Cossa da Ferrara. Il soggetto venne probabilmente scelto in accordo con i Domenicani, essendo stato Vincenzo Ferrer canonizzato da poco (1455) ed essendo l'Ordine impegnato in una forte opera di diffusione del culto.
L'opera rimase nella cappella fino al 1725-1730 quando, passata alla famiglia Aldrovandi e poi Cospi, venne smembrata dal cardinale Pompeo Aldrovandi e immessa nel mercato antiquario in lotti separati: da allora i pannelli si dispersero, tranne la cornice, opera di Agostino De Marchi, andata distrutta.
Il polittico venne ricostruito virtualmente da Roberto Longhi nel 1935, con il fondamentale saggio Officina ferrarese.
Nel maggio 2020, le sedici tavole originali furono riunite a Bologna per la prima volta dopo quasi 300 anni, in una mostra organizzata a Palazzo Fava grazie ai prestiti dei singoli pannelli da parte dei vari musei proprietari.

## Descrizione
Del Cossa realizzò tutti gli scomparti principali: quelli inferiori erano di gusto più moderno, con sfondi architettonici, mentre quelli superiori erano più arcaici, col fondo oro. De' Roberti curò invece la pittura della predella e dei santi nei pilastrini.
Gli scomparti conosciuti oggi sono:
- San Vincenzo Ferrer di Francesco del Cossa, 153×60 cm, National Gallery, Londra
- San Pietro di Francesco del Cossa, 112×55 cm, Pinacoteca di Brera, Milano
- San Giovanni Battista di Francesco del Cossa, 112×55 cm, Pinacoteca di Brera, Milano
- San Floriano di Francesco del Cossa, 79×55 cm, National Gallery of Art, Washington
- Santa Lucia di Francesco del Cossa, 79×56 cm, National Gallery of Art, Washington
- Crocifissione di Francesco del Cossa, tondo, diametro 63 cm, National Gallery of Art, Washington
- Angelo annunciante di Francesco del Cossa, tondo, diametro 25 cm, Museo di Villa Cagnola, Gazzada.
- Vergine annunciata di Francesco del Cossa, tondo, diametro 25 cm, Museo di Villa Cagnola, Gazzada.

La predella è costituita da un unico pannello:
- Storie di san Vincenzo Ferrer di Ercole de' Roberti, 27,50x217 cm, Pinacoteca Vaticana, Roma

I pilastrini laterali erano composti da otto figure di santi, ciascuna rappresentata in una nicchia. Se ne conoscono sette, tutte di Ercole de' Roberti:
- San Michele Arcangelo, 26x11 cm, Museo del Louvre, Parigi
- Sant'Apollonia, 26x11 cm, Museo del Louvre, Parigi
- Sant'Antonio Abate, 26x11 cm, Museum Boymans-van Beuningen, Rotterdam
- San Petronio, 26x13 cm, Pinacoteca nazionale, Ferrara
- Santa Caterina d'Alessandria, 26,3x9,3 cm, Fondazione Giorgio Cini, Venezia
- San Girolamo, 26,3x9,3 cm, Fondazione Giorgio Cini, Venezia
- San Giorgio, 26,3x9,3 cm, Fondazione Giorgio Cini, Venezia

Nelle tavole di Del Cossa si nota nuovamente l'influenza di Piero della Francesca per la monumentalità e luminosità dei personaggi, unita anche a una varietà estrosa di soggetti, pose e sfondi. La norma prospettica e l'illuminazione veritiera riescono a dare naturalezza anche agli elementi più improbabili, come ai minuscoli angeli su san Vincenzo Ferrer o ai castelli che sembrano germinare dalle rocce negli sfondi.

## Possibile ricostruzione
|  |  |  |  |  |
|  |  |  |  |  |
|  |  |  |  |  |
|  |  |  |  |  |
|  |  |  |  |  |
|  |  |  |  |  |
|  |  |  |  |  |
|  |  |  |  |  |